# Dagoberto (bocadillo)

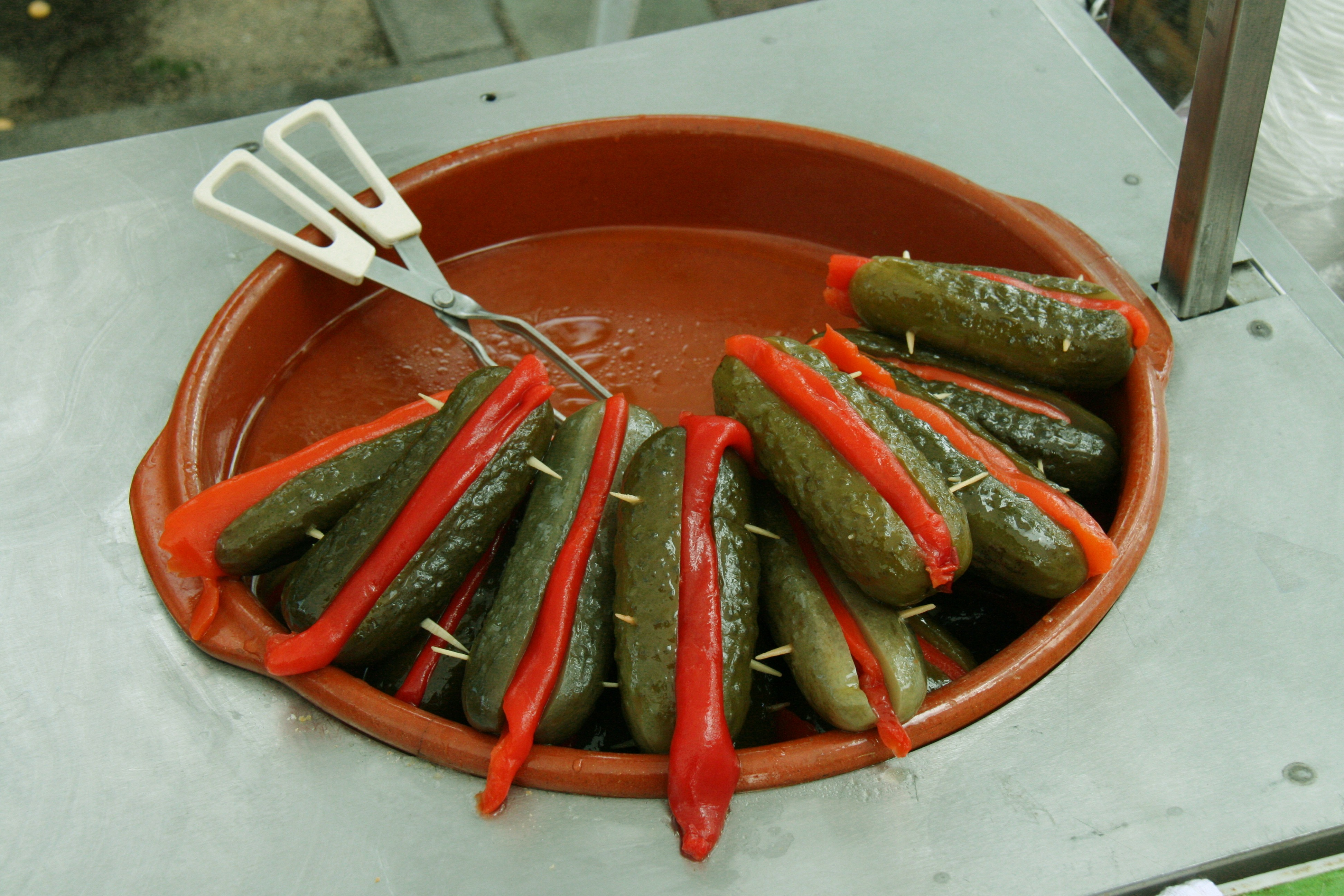
Pepinillos rellenos.

Un dagoberto, llamado ''club" en Bruselas, es un bocadillo compuesto de una baguette  o barra relleno de jamón, adornado de queso (por ejemplo gouda) y de numerosos vegetales, a elección : lechuga, rodajas de pepinillo (incluso de pepinillos rellenos), pequeñas cebollas al vinagre, tomates, huevos duros, pepinos, zanahorias ralladas (a veces mezcladas también con apio rallado igualmente), todo cubierto de mayonesa.
Su nombre viene del cómic estadounidense, Blondie, cuyo marido Dagwood, nombrado Dagobert en la versión francesa, se prepara regularmente bocadillos gigantescos.
En Namur, "dagobert" es una palabra genérica para todo.